# Квіти провінції (фільм)
«Квіти провінції» (рос. «Цветы провинции») — білоруський художній фільм 1994 року режисера Дмитра Зайцева.

## Сюжет
Про молодого поета початку 1970-х в провінційному містечку Білорусі. Самогубство матері робить його сиротою при живому батькові, що не бере участі у вихованні сина. Вступивши в самостійне життя, Адась все частіше повертається до питання: «Чому пішла з життя його матір?»

## У ролях
- В'ячеслав Тітов
- Анна Громенко
- Борис Невзоров
- Лев Дуров
- Галина Кухальська
- Денис Беспалий
- Дар'я Волга
- Ольга Сизова
- Олег Радкевич
- Олег Гарбуз
- Руслан Єщенко
- Світлана Кузьміна
- Михайло Петров
- Віктор Михайлов
- Наталія Власова
- Стефанія Станюта

## Творча група
- Сценарій: Дмитро Зайцев, Георгій Марчук
- Режисер: Дмитро Зайцев
- Оператор: Володимир Споришков
- Композитор: Михайло Чекалін